# خودروی بسیار کوچک

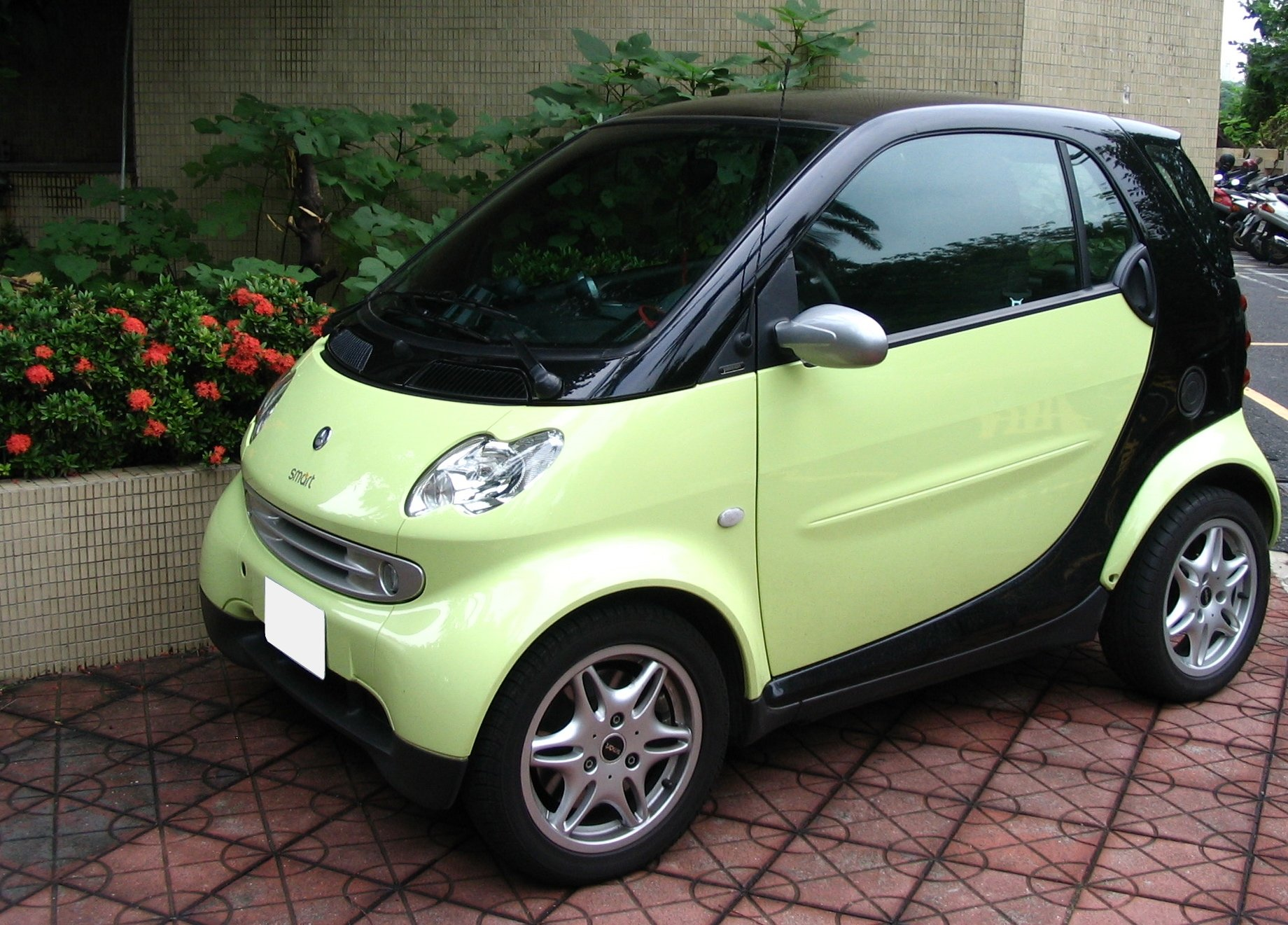
خودرو اسمارت به عنوان یکی از موفقترین خودروهای میکرو ساخته شده شناخته می‌شود.

خودرو میکرو (به انگلیسی: Microcar) یا خودرو بسیار کوچک گونه‌ای از خودرو است که دارای کوچکترین ابعاد بدنه در میان کلاسهای استاندارد خودرو می‌باشد. تاریخچه پیدایش این گونه از خودروها به دهه ۱۹۴۰ باز می‌گردد. تعریف این خودرو در کشورهای مختلف تفاوتهایی دارد. این تفاوت‌ها برگرفته از معیارهای مختلف کلاس‌بندی خودروها در کشورهای مختلف است. معیارهایی همچون حجم موتور، ابعاد بدنه خودرو، تعداد چرخهای محرک، تعداد درها یا تعداد سرنشینها از این دسته هستند.